# Microrregión de Boquim
La microrregión de Boquim es una de las  microrregiones del estado brasileño de Sergipe perteneciente a la mesorregión  Este Sergipano. Su población fue estimada en 2006 por el IBGE en 156.961 habitantes y está dividida en ocho municipios. Posee un área total de 1.896,4 km².

## Municipios
- Arauá
- Boquim
- Cristinápolis
- Itabaianinha
- Pedrinhas
- Salgado
- Tomar del Geru
- Umbaúba

- Datos: Q2637801